# Acid acrilic
Acidul acrilic (nume IUPAC: acid 2-propenoic) este un compus organic din clasa acizilor carboxilici, având formula CH2=CH-COOH. Este cel mai simplu acid organic nesaturat, având o grupă vinil în moleculă, legată direct de grupa carboxil. Este un lichid incolor cu un miros acru, caracteristic. Este miscibil cu apa, alcoolii, eterii și cloroformul.

## Obținere
Acidul acrilic este obținut din propenă, prin oxidare:
CH2=CHCH3  +  3⁄2 O2   →  CO2 +  H2O + HOOC-CH3
Compoziții de catalizator destul de complicate, cum ar fi Mo-W-Te-Sn-Co-O și Nb-W-Co-Ni-Bi-Fe-Mn-Si-Zr-O au fost utilizate pentru procesul de oxidare a propilenei într-o singură etapă. În prezent, se utilizează un proces în două etape pentru producerea acidului acrilic. În prima etapă, propena este oxidată la acroleină peste catalizatori de molibdat de bismut, urmată de oxidarea acroleinei la acid acrilic peste catalizatori pe bază de molibden și vanadiu.
Deoarece propanul este o materie primă semnificativ mai ieftină decât propilena, sunt întreprinse eforturi considerabile de cercetare pentru a dezvolta un proces bazat pe oxidarea selectivă într-o singură etapă a propanului la acid acrilic. Un catalizator promițător constă din Mo, V, Te și Nb, cu o structură cristalină specifică.
Etena poate fi carboxilată cu dioxid de carbon pentru formarea de acid acrilic, în condiții critice de temperatură și presiune.
Deoarece acidul acrilic și esterii săi au fost de mult timp valoroși din punct de vedere comercial, au fost dezvoltate multe alte metode de obținere. Majoritatea au fost abandonate, din motive economice sau de mediu. O metodă mai timpurie avea în vedere hidro-carboxilarea acetilenei:
HCCH  +  CO  +  H2O   →  CH2=CHCO2H
Această metodă presupune utilizarea catalizatorului de nichel și o presiune ridicată a monoxidului de carbon. În trecut, mai era fabricat prin hidroliza acrilonitrilului, care este derivat de la propenă prin amonoxidare, dar și aceasta a fost abandonată din cauza obținerii produșilor secundari derivați de amoniu.

## Proprietăți chimice
Acidul acrilic are proprietăți chimice comune tuturor acizilor carboxilici. Dă reacții de esterificare cu alcoolii, formând esterii corespunzători, cunoscuți sub numele de acrilați sau propenoați. De asemenea, reacționează și cu metale și săruri ale acizilor mai slabi. 
Acidul acrilic, fiind nesaturat, poate fi polimerizat cu el însuși (formând acid poliacrilic), dar și cu alți monomeri. Polimerii și copolimerii obținuți sunt folosiți în industria plasticului, în adezivi, etc.